# Olympische Sommerspiele 2016/Teilnehmer (Malaysia)
| Gelbes Symbol für Goldmedaillen mit stilisierten Olympischen Ringen | Graues Symbol für Silbermedaillen mit stilisierten Olympischen Ringen | Braundes Symbol für Bronzemedaillen mit stilisierten Olympischen Ringen |
| ------------------------------------------------------------------- | --------------------------------------------------------------------- | ----------------------------------------------------------------------- |
| —                                                                   | 4                                                                     | 1                                                                       |

Malaysia nahm an den Olympischen Spielen 2016 in Rio de Janeiro teil. Es war die insgesamt 15. Teilnahme an Olympischen Sommerspielen. Das Olympic Council of Malaysia nominierte 32 Athleten in zehn Sportarten.
Fahnenträger bei der Eröffnungsfeier war der Badmintonspieler Lee Chong Wei.

## Teilnehmer nach Sportarten

### Badminton
| Athleten                        | Wettbewerb | Gruppenphase                                      | Gruppenphase                                                    | Gruppenphase | Gruppenphase | Achtelfinale  | Achtelfinale  | Viertelfinale          | Viertelfinale             | Halbfinale    | Halbfinale                | Finale         | Finale                    | Rang          |
| Athleten                        | Wettbewerb | Gegner                                            | Ergebnis                                                        | Punkte       | Rang         | Gegner        | Ergebnis      | Gegner                 | Ergebnis                  | Gegner        | Ergebnis                  | Gegner         | Ergebnis                  | Rang          |
| ------------------------------- | ---------- | ------------------------------------------------- | --------------------------------------------------------------- | ------------ | ------------ | ------------- | ------------- | ---------------------- | ------------------------- | ------------- | ------------------------- | -------------- | ------------------------- | ------------- |
| Frauen                          |            |                                                   |                                                                 |              |              |               |               |                        |                           |               |                           |                |                           |               |
| Tee Jing Yi                     | Einzel     | Akane Yamaguchi Kristína Ludíková                 | 0:2 (18:21, 5:21) 2:0 (22:20, 21:15)                            | 66:77        | 2            | ausgeschieden | ausgeschieden | ausgeschieden          | ausgeschieden             | ausgeschieden | ausgeschieden             | ausgeschieden  | ausgeschieden             | ausgeschieden |
| Vivian Hoo Kah Mun Woon Khe Wei | Doppel     | Maheswari / Polii Olver / Smith Yan / Suet        | 0:2 (19:21, 19:21) 2:0 (21:17, 24:22) 2:0 (21:15, 21:13)        | 125:109      | 2            | -             | -             | Matsutomo / Takahashi  | 1:2 (16:21, 21:18, 9:21)  | ausgeschieden | ausgeschieden             | ausgeschieden  | ausgeschieden             | ausgeschieden |
| Männer                          |            |                                                   |                                                                 |              |              |               |               |                        |                           |               |                           |                |                           |               |
| Lee Chong Wei                   | Einzel     | Sören Opti Derek Wong Zi Liang                    | 2:0 (21:2, 21:3) 2:0 (21:18, 21:8)                              | 84:31        | 1            | Freilos       | Freilos       | Chou Tien-chen         | 2:0 (21:9, 21:15)         | Lin Dan       | 2:1 (15:21, 21:11, 22:20) | Chen Long      | 0:2 (18:21, 18:21)        | Silber        |
| Goh V Shem Tan Wee Kiong        | Doppel     | Fu / Zhang Fuchs / Schöttler Chew / Pongnairat    | 2:1 (16:21, 21:15, 21:18) 2:0 (21:14, 21:17) 2:0 (21:12, 21:10) | 142:107      | 1            | -             | -             | Lee / Yoo              | 2:1 (17:21, 21:18, 21:19) | Chai / Hong   | 2:1 (21:18, 12:21, 21:17) | Fu / Zhang     | 1:2 (21:16, 11:21, 21:23) | Silber        |
| Mixed                           |            |                                                   |                                                                 |              |              |               |               |                        |                           |               |                           |                |                           |               |
| Chan Peng Soon Goh Liu Ying     | Doppel     | Ahmad / Natsir Middleton / Choo Isara / Amitrapai | 0:2 (15:21, 11:21) 2:0 (21:17, 21:15) 2:0 (21:13, 21:19)        | 110:106      | 2            | -             | -             | Mateusiak / Kostiuczyk | 2:0 (21:17, 21:10)        | Xu / Ma       | 2:0 (21:12, 21:19)        | Ahmad / Natsir | 0:2 (14:21, 12:21)        | Silber        |

### Bogenschießen
| Athleten                                                         | Wettbewerb | Qualifikation | Qualifikation | 1. Runde               | 1. Runde      | 2. Runde      | 2. Runde      | Achtelfinale  | Achtelfinale  | Viertelfinale | Viertelfinale | Halbfinale    | Halbfinale    | Finale        | Finale        | Rang |
| Athleten                                                         | Wettbewerb | Ringe         | Rang          | Gegner                 | Ergebnis      | Gegner        | Ergebnis      | Gegner        | Ergebnis      | Gegner        | Ergebnis      | Gegner        | Ergebnis      | Gegner        | Ergebnis      | Rang |
| ---------------------------------------------------------------- | ---------- | ------------- | ------------- | ---------------------- | ------------- | ------------- | ------------- | ------------- | ------------- | ------------- | ------------- | ------------- | ------------- | ------------- | ------------- | ---- |
| Männer                                                           |            |               |               |                        |               |               |               |               |               |               |               |               |               |               |               |      |
| Haziq Kamaruddin                                                 | Einzel     | 645           | 50            | Zach Garrett           | 0:6 (78:84)   | ausgeschieden | ausgeschieden | ausgeschieden | ausgeschieden | ausgeschieden | ausgeschieden | ausgeschieden | ausgeschieden | ausgeschieden | ausgeschieden | 33   |
| Khairul Anuar Mohamad                                            | Einzel     | 665           | 22            | Andrés Pila            | 6:0 (78:71)   | Florian Floto | 4:6 (135:136) | ausgeschieden | ausgeschieden | ausgeschieden | ausgeschieden | ausgeschieden | ausgeschieden | ausgeschieden | ausgeschieden | 17   |
| Mohammad Akmal Nor Hasrin                                        | Einzel     | 635           | 55            | Juan Ignacio Rodríguez | 0:6 (69:86)   | ausgeschieden | ausgeschieden | ausgeschieden | ausgeschieden | ausgeschieden | ausgeschieden | ausgeschieden | ausgeschieden | ausgeschieden | ausgeschieden | 33   |
| Haziq Kamaruddin Khairul Anuar Mohamad Mohammad Akmal Nor Hasrin | Mannschaft | 1945          | 12            | Frankreich             | 2:6 (214:220) | –             | –             | –             | –             | ausgeschieden | ausgeschieden | ausgeschieden | ausgeschieden | ausgeschieden | ausgeschieden | 9    |

### Gewichtheben
| Athleten               | Wettbewerb       | Reißen  | Reißen | Stoßen  | Stoßen | Zweikampf | Zweikampf | Rang |
| Athleten               | Wettbewerb       | Gewicht | Rang   | Gewicht | Rang   | Gewicht   | Rang      | Rang |
| ---------------------- | ---------------- | ------- | ------ | ------- | ------ | --------- | --------- | ---- |
| Männer                 |                  |         |        |         |        |           |           |      |
| Hafifi Bin Mansor Mohd | Klasse bis 69 kg | 140 kg  |        | 176 kg  |        | 316 kg    | 13        | 13   |

### Golf
| Athleten     | Runde 1 | Runde 2 | Runde 3 | Runde 4 | Gesamt | Par | Rang |
| ------------ | ------- | ------- | ------- | ------- | ------ | --- | ---- |
| Frauen       |         |         |         |         |        |     |      |
| Michelle Koh | 79      | 71      | 76      | 82      | 308    | +24 | 58   |
| Kelly Tan    | 78      | 70      | 76      | 73      | 297    | +13 | 51   |
| Männer       |         |         |         |         |        |     |      |
| Danny Chia   | 73 (+2) | 70 (−1) | 76 (+5) | 69 (−2) | 288    | +4  | 48   |
| Gavin Green  | 73 (+2) | 74 (+3) | 72 (+1) | 68 (−3) | 287    | +3  | 47   |

### Leichtathletik
Laufen und Gehen 
| Athleten                  | Wettbewerb | Vorrunde | Vorrunde | Runde 1 | Runde 1 | Halbfinale    | Halbfinale    | Finale        | Finale        | Rang |
| Athleten                  | Wettbewerb | Zeit     | Rang     | Zeit    | Rang    | Zeit          | Rang          | Zeit          | Rang          | Rang |
| ------------------------- | ---------- | -------- | -------- | ------- | ------- | ------------- | ------------- | ------------- | ------------- | ---- |
| Frauen                    |            |          |          |         |         |               |               |               |               |      |
| Zaidatul Husniah Zulkifli | 100 m      | 12,12 s  | 4        | 12,62 s | 64      | ausgeschieden | ausgeschieden | ausgeschieden | ausgeschieden | 64   |

 Springen und Werfen 
| Athleten              | Wettbewerb | Qualifikation | Qualifikation | Finale        | Finale | Rang |
| Athleten              | Wettbewerb | Weite/Höhe    | Rang          | Weite/Höhe    | Rang   | Rang |
| --------------------- | ---------- | ------------- | ------------- | ------------- | ------ | ---- |
| Männer                |            |               |               |               |        |      |
| Nauraj Singh Randhawa | Hochsprung | 2,26 m        | 18            | ausgeschieden | 18     |      |

### Radsport

#### Bahn
| Athleten          | Wettbewerb | Qualifikation | Qualifikation | Finals        | Finals        | Rang   |
| Athleten          | Wettbewerb | Zeit          | Rang          | Zeit          | Rang          | Rang   |
| ----------------- | ---------- | ------------- | ------------- | ------------- | ------------- | ------ |
| Frauen            |            |               |               |               |               |        |
| Fatehah Mustapa   | Sprint     | 11,207 s      | 21            | ausgeschieden | ausgeschieden | 21     |
| Männer            |            |               |               |               |               |        |
| Azizulhasni Awang | Keirin     | –             | 5             | –             | 3             | Bronze |

### Schießen
| Athleten       | Wettbewerb             | Qualifikation   | Qualifikation | Finale          | Finale        | Ringe/ Scheiben | Rang |
| Athleten       | Wettbewerb             | Ringe/ Scheiben | Rang          | Ringe/ Scheiben | Rang          | Ringe/ Scheiben | Rang |
| -------------- | ---------------------- | --------------- | ------------- | --------------- | ------------- | --------------- | ---- |
| Männer         |                        |                 |               |                 |               |                 |      |
| Johnathan Wong | Luftpistole 10 Meter   | 574             | 28            | ausgeschieden   | ausgeschieden | ausgeschieden   | 28   |
| Johnathan Wong | Freie Pistole 50 Meter | 535             | 37            | ausgeschieden   | ausgeschieden | ausgeschieden   | 37   |

### Schwimmen
| Athleten     | Wettbewerb       | Vorlauf      | Vorlauf | Halbfinale    | Halbfinale    | Finale        | Finale        | Rang |
| Athleten     | Wettbewerb       | Zeit         | Rang    | Zeit          | Rang          | Zeit          | Rang          | Rang |
| ------------ | ---------------- | ------------ | ------- | ------------- | ------------- | ------------- | ------------- | ---- |
| Frauen       |                  |              |         |               |               |               |               |      |
| Jinq En Phee | 100 m Brust      | 1:10,22 min  | 33      | ausgeschieden | ausgeschieden | ausgeschieden | ausgeschieden | 33   |
| Heidi Gan    | 10 km Freiwasser | –            | –       | –             | –             | 1:59:07,9 h   | 21            | 21   |
| Männer       |                  |              |         |               |               |               |               |      |
| Welson Sim   | 200 m Freistil   | 1:47,67 min  | 26      | ausgeschieden | ausgeschieden | ausgeschieden | ausgeschieden | 26   |
| Welson Sim   | 400 m Freistil   | 3:51,57 min  | 34      | ausgeschieden | ausgeschieden | ausgeschieden | ausgeschieden | 34   |
| Welson Sim   | 1500 m Freistil  | 15:32,63 min | 39      | ausgeschieden | ausgeschieden | ausgeschieden | ausgeschieden | 39   |

### Segeln
Fleet Race
| Athleten                  | Wettbewerb | Qualifikation | Qualifikation | Medal Race    | Medal Race    | Punkte | Rang |
| Athleten                  | Wettbewerb | Punkte        | Rang          | Punkte        | Rang          | Punkte | Rang |
| ------------------------- | ---------- | ------------- | ------------- | ------------- | ------------- | ------ | ---- |
| Frauen                    |            |               |               |               |               |        |      |
| Nur Shazrin Mohamad Latif | Laser      | 309           | 33            | ausgeschieden | ausgeschieden | 309    | 33   |
| Männer                    |            |               |               |               |               |        |      |
| Khairulnizam Mohd Afendy  | Laser      | 328           | 35            | ausgeschieden | ausgeschieden | 328    | 35   |

### Wasserspringen
| Athleten                               | Wettbewerb            | Vorkampf | Vorkampf | Halbfinale    | Halbfinale    | Finale        | Finale        | Rang   |
| Athleten                               | Wettbewerb            | Punkte   | Rang     | Punkte        | Rang          | Punkte        | Rang          | Rang   |
| -------------------------------------- | --------------------- | -------- | -------- | ------------- | ------------- | ------------- | ------------- | ------ |
| Frauen                                 |                       |          |          |               |               |               |               |        |
| Yan Yee Ng                             | Kunstspringen 3 m     | 229,05   | 17       | 324,75        | 5             | 306,60        | 10            | 10     |
| Jun Hoong Cheong                       | Kunstspringen 3 m     | 282,25   | 21       | ausgeschieden | ausgeschieden | ausgeschieden | ausgeschieden | 21     |
| Pandelela Rinong Pamg                  | Turmspringen 10 m     | 332,45   | 6        | 336,95        | 6             | 330,45        | 11            | 11     |
| Nur Dhabitah Sabri                     | Turmspringen 10 m     | 325,85   | 8        | 307,65        | 11            | 338,00        | 9             | 9      |
| Jun Hoong Cheong Nur Dhabitah Sabri    | Synchronspringen 3 m  | –        | –        | –             | –             | 293,40        | 5             | 5      |
| Jun Hoong Cheong Pandelela Rinong Pamg | Synchronspringen 10 m | –        | –        | –             | –             | 344,34        | 2             | Silber |
| Männer                                 |                       |          |          |               |               |               |               |        |
| Ahmad Amsyar Azman                     | Kunstspringen 3 m     | 341,70   | 29       | ausgeschieden | ausgeschieden | ausgeschieden | ausgeschieden | 29     |
| Tze Liang Ooi                          | Turmspringen 10 m     | 379,50   | 22       | ausgeschieden | ausgeschieden | ausgeschieden | ausgeschieden | 22     |